# 加扎达斯基安诺
加扎达斯基安诺（義大利語：Gazzada Schianno）是意大利瓦雷泽省的一个市镇。总面积4.75平方公里，人口4624人，人口密度973.5人/平方公里（2009年）。国家统计（ISTAT）代码为012073。

## 友好城市
- 德国塞卡